# Clausens formel
Inom matematiken är Clausens formel, hittad av Thomas Clausen, är en formel som uttrycker kvadraten av en Gaussisk hypergeometrisk serie som en generaliserad hypergeometrisk funktion:
{\displaystyle \;_{2}F_{1}\left[{\begin{matrix}a&b\\a+b+1/2\end{matrix}};x\right]^{2}=\;_{3}F_{2}\left[{\begin{matrix}2a&2b&a+b\\a+b+1/2&2a+2b\end{matrix}};x\right]}
Den kan användas för att bevisa flera olikheter, som Askey-Gaspers olikhet.